# اوی مالتایاتی
اوی مالتایاتی (ایتالیایی: Evi Maltagliati؛ ‏ ۱۱ اوت ۱۹۰۸ – ۲۷ آوریل ۱۹۸۶) بازیگر اهل ایتالیا بود.
از فیلم‌هایی که وی در آن نقش داشته‌است، می‌توان به زنی تنها، اولیس، فیلیپه دربلی، راهبهٔ مونتزا، شب غیرعادی و دبران اشاره کرد.